# Introduzioni Antonia Vivaldiho

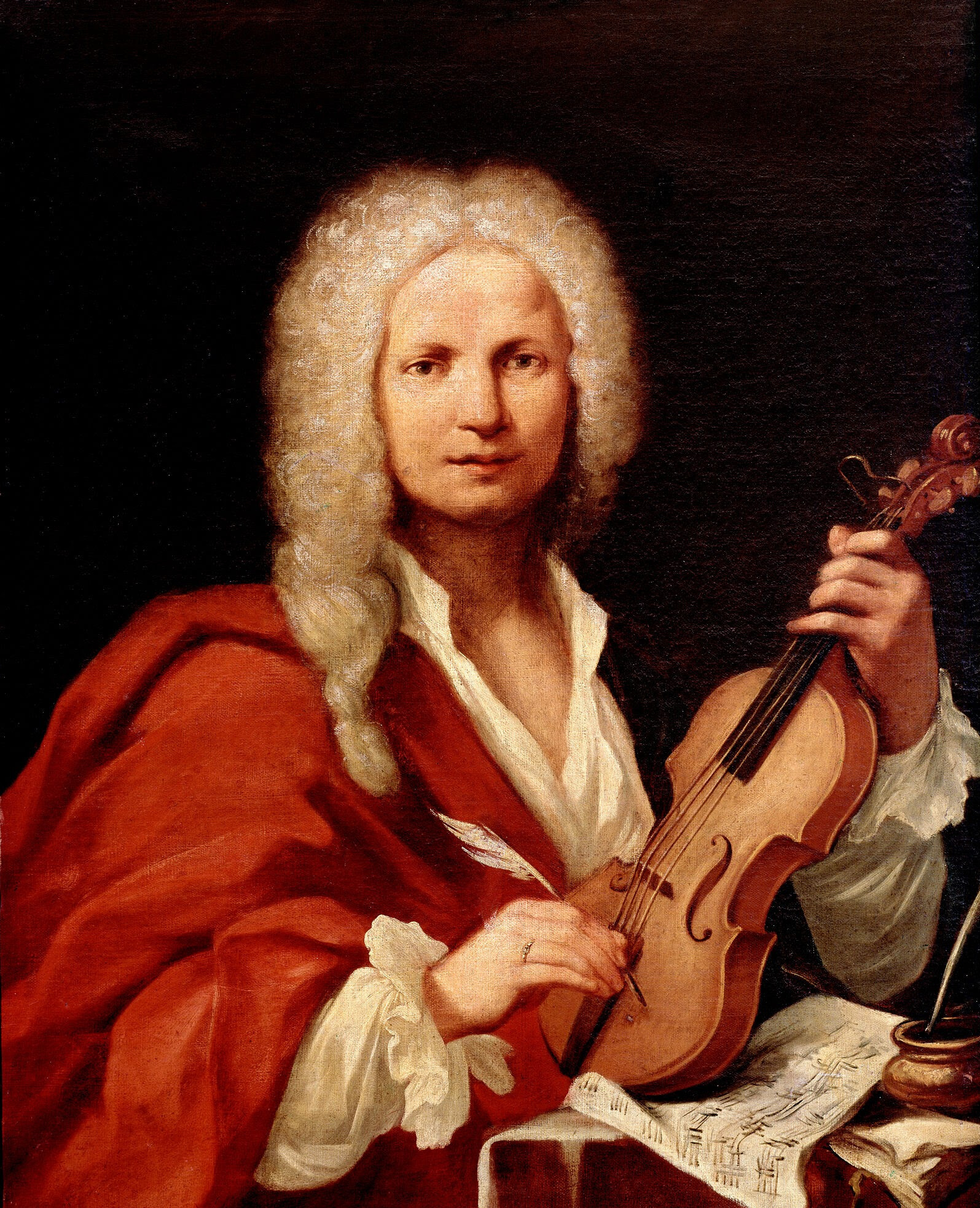
Antonio Vivaldi

Introduzioni italského barokního skladatele Antonia Vivaldiho je osm dochovaných vokálně-instrumentálních skladeb, každá o třech nebo čtyřech částech. Texty introduzioni jsou neliturgické, někdy jsou však parafrázemi liturgického textu. V Ryomově seznamu (Ryom Verzeichnis, RV) Vivaldiho skladeb jsou introduzioni číslovány jako RV 635–642.
V italštině introduzione (česky úvod) v hudbě představuje druh moteta pro sólový hlas, který se obvykle zpívá před určitou sborovou částí liturgického textu.

## Struktura
Vivaldiho introduzioni jsou napsány pro sólový hlas, alt nebo soprán s doprovodem nástrojů. Hudební struktura zřejmě vychází z textu: čtyři z osmi (RV 635, 636, 637 a 642) se skládají ze dvou dacapových árií a ústředního recitativu. Jeden z nich s názvem Filiæ mestæ Jerusalem (Miserere) / RV 638 má ústřední árii mezi dvojicí recitativů, druhý (RV 640) má pouze dvě části – recitativ a árii – a třetí (RV 641) má čtyři části (dva recitativy, árii, recitativ). Zbývající (RV 639) mají strukturu 'árie-recitativ-árie', Vivaldi však zde druhou árii organicky prokomponoval do první části liturgického díla, které následuje – Gloria (RV 588).

## SeznamIntroduzioni
Následující seznam Vivaldiho introduzioni je řazen podle číselného označení Ryomova seznamu (RV).

### Ascende Læta, RV 635
Ascende Læta, pro sólový soprán je zamýšlen jako soubor skladeb předcházející skladbě Dixit Dominus v tónině D dur pro orchestr a pětihlasý sbor (RV 595). Ascende Læta bylo dokončeno kolem roku 1715, a tudíž bylo komponován pro Pio Ospedale della Pietà. Skládá se ze dvou árií s ústředním recitativem. Text RV 635 naznačuje, že by mohl být napsán pro svátek Nanebevzetí Panny Marie (15. srpna). Text popisuje přijetí Panny Marie na Nebesa a hudební obrazy venkovských oslav s použitím dřevěných nástrojů a varhan.

### Canta in Prato, RV 636
Canta in Prato, Ride in Fonte pro soprán má předcházet skladbě Dixit Dominus pro dva orchestry a dva sbory (RV 594). Sestává ze dvou árií okolo ústředního recitativu. Má podobný text jako starší moteto, Canta in Prato, Ride in Monte (RV 623). Skladba popisuje Filomélu coby slavíka a nádheru jejího zpěvu.

### Cur Sagittas, RV 637
Skladba, která měla následovat po Cur Sagittas je ztracená. Vivaldiovský badatel Michael Talbot se domnívá, že snad mohla předcházet Kyrie RV 587 nebo ztracenému souboru Gloria. Forma je opět dvě árie obklopující ústřední recitativ. První árie popisuje souboj mytických bytostí se zbožným mužem. Druhá árie pak popisuje silnou víru v Boha.

### Filiæ Mæstæ Jerusalem, RV 638
Původní latinský text
Filiæ Mæstæ Jerusalem je první ze dvou introduzioni předcházejících souboru žalmů Miserere (druhá je RV 641). Samotné Miserere je považováno za ztracené. RV 638 sestává ze dvou recitativů a jedné árie. Text popisuje truchlící dcery jeruzalémské a vše živé po smrti Ježíše Krista.

### Jubilate, o amoeni cori, RV 639
Jubilate je jediné introduzione, které předchází Gloria (RV 588), ve formě árie-recitativ-árie. Popisuje sbory oslavující Krista.
Poslední část tohoto moteta se prolíná se první větou předcházející skladby (RV 588). Vivaldi obratně kombinuje oba texty v jeden, kdy sólista z introduzione zpívá text z moteta. Toto moteto je v podstatě vyzývání ostatních k potěšení z hry na hudební nástroje.

### Longe Mala, Umbræ, Terrores, RV 640
Longe Mala je první ze dvou introduzioni RV 589. Je založeno na podobném textu s motetem RV 623, zkomponovaném při Vivaldiho návštěvě Říma o několik let později. Je zvolena neobvyklá forma árie-recitativ. Moteto popisuje zkázu světa a prosí Spasitele o zjevení ve své slávě.

### Non in Pratis, RV 641
Non in Pratis je druhé ze dvou introduzioni, které přechází ztracenému Miserere. Sestává ze dvou recitativů, árie, a závěrečný recitativ. Text, na rozdíl od obvyklejšího sdělení v RV 638, zmiňuje osobní prožitek bolesti a lítost nad smrtí Ježíše.

### Ostro Picta, RV 642
Ostro Picta bylo zkomponováno jako předehra ke Gloria (RV 589). Jeho forma je: árie-recitativ-árie. Text připomíná pomíjivost světské slávy ve srovnání s věčnou slávou Panny Marie.